# Notopterygium incisum
Notopterygium incisum är en flockblommig växtart som beskrevs av Chih Tsun Ting och Ho Tseng Chang. Notopterygium incisum ingår i släktet Notopterygium och familjen flockblommiga växter. Inga underarter finns listade i Catalogue of Life.